# Gitterschwingung

Gitterschwingung der Wellenlänge

Als Gitterschwingungen werden die in Kristallen sich fortpflanzenden Schwingungen der Teilchen bezeichnet, obwohl es eigentlich Wellen mit jeweiligen Wellenzahlen sind („Gitter“ steht hier für das Kristallgitter). Die einzelnen Atome können sich in Kristallen nicht unabhängig voneinander bewegen. Die Gesamtenergie {\displaystyle E} kann daher als Summe der Energien von Schallwellen bestimmter Frequenzen beschrieben werden, die den Kristall durchziehen.
Bestimmte thermische Eigenschaften der Festkörper lassen sich beschreiben, indem man den Gitterschwingungen Eigenschaften von Teilchen (Quanten) zuschreibt. Diese Quasiteilchen bezeichnet man als Phononen. 
Für sie gilt die quantenmechanische Grundgleichung:
{\displaystyle E=h\cdot \nu }
dabei ist
{\displaystyle h} die Planck-Konstante und
{\displaystyle \nu } die Frequenz der Gitterschwingung.
Mit der Beschreibung der Schwingungen durch Phononen konnte Debye die Temperaturabhängigkeit der spezifischen Wärmekapazität fester Körper erklären (Debye-Modell). Auch der elektrische Widerstand in Metallen und Halbleitern wird zu einem wesentlichen Teil durch den Energie- und Impulsaustausch zwischen Elektronen und Phononen bestimmt.
Außerdem erwiesen sich die Phononen für die Theorie der Wärmeleitung in festen Körpern als zweckmäßig. Wärmeleitfähigkeit lässt sich nämlich mitunter als die Fortpflanzungsfähigkeit der Schwingung verstehen. Bei höheren Wärmeinhalten, d. h. bei höheren Energien, werden mehr Gitterschwingungen angeregt, wobei die Energie {\displaystyle \epsilon _{n}} gequantelt ist:
{\displaystyle \epsilon _{n}=h\cdot \nu _{n}\cdot (n+1/2)\quad {\text{mit}}\;n=0,1,2,\dots }
dabei ist
{\displaystyle n} die Besetzungszahl der Phononen bei den bestimmten Moden {\displaystyle \nu _{n}}.
Ein Teil des Energieinhalts fester Körper steckt in der thermischen Bewegung der Atome oder Moleküle. Mit wachsender Temperatur steigt die mittlere Amplitude dieser oszillierenden Bewegungen an.

### Fachliteratur
- Max Born, Kun Huang: Dynamical Theory of Crystal Lattices (= The International Series of Monographs on Physics). Oxford University Press, New York, NY 1996, ISBN 978-0-19-267008-3, doi:10.1093/oso/9780192670083.001.0001 (englisch, 1. Aufl. 1954; Reprints 1969 und 1985).